# Wolfgang Krämer
Wolfgang Krämer (* 16. Juni 1885 in Schnappach; † 31. Oktober 1972 in Gauting) war ein deutscher Lehrer und Historiker.

## Leben
Krämer wurde in dem damals zur Stadt St. Ingbert gehörenden Ort Schnappach im Königreich Bayern geboren, besuchte die Volksschule und die Lateinschule in St. Ingbert und studierte anschließend von 1905 bis 1909 Germanistik, Geschichte und Geographie an der Universität München. 1912 nahm er seine Berufstätigkeit in München auf, 1916 in Gauting, das ihm zur zweiten Heimat wurde. Von 1914 bis 1923 war er Bibliothekar und Vorstandsmitglied der Geographischen Gesellschaft in München. 1921 trat er in den Staatsdienst ein und wurde Lehrer, später Rektor an der Ludwigs-Oberrealschule in München. Am 1. Januar 1950 wurde er pensioniert.
Seine historischen Interessen führten ihn über die Erforschung der Geschichte seiner Heimatstadt St. Ingbert, die ehemals den Grafen von der Leyen unterstanden hatte, in das fürstlich Leyensche Privatarchiv in Schloss Waal in Schwaben, das er mit Erlaubnis des Fürsten ab 1924 für seine Forschungen auswerten durfte. 1928 wurde er korrespondierendes Mitglied der Pfälzischen Gesellschaft zur Förderung der Wissenschaften, 1929 wurde er in München zum Dr. phil. promoviert. Während vieler Urlaube ordnete und inventarisierte er von 1939 bis 1949 das umfangreiche von der Leyensche Archiv.
Neben der Ortsgeschichte seiner Heimatstadt St. Ingbert und der Geschichte der Grafen von der Leyen erforschte und publizierte er auch die Ortsgeschichte seiner zweiten Heimatstadt Gauting.
Seine Lukasburger Stilblüten, gesammelte Stilblüten aus Schüleraufsätzen, erschienen 1972 bereits in 160. Auflage und standen 1988 mit fast einer Million verkaufter Exemplare an der Spitze der heiteren Bestseller.
In seinem Geburtsort Schnappach wurde die Dr. Wolfgang Krämer-Schule in der Mariannenthaler Straße nach ihm benannt. An seinem Geburtshaus in der Bayernstraße 10 ist eine Tafel zur Erinnerung angebracht.

## Ehrungen
- 1935: Benennung der Dr.-Wolfgang-Krämer-Straße in St. Ingbert
- 1948: Ehrenbürger der Stadt St. Ingbert
- 1949: Benennung der Wolfgang-Krämer-Straße in Gauting
- 1953: Ehrenbürger der Gemeinde Gauting[1]

## Veröffentlichungen (Auswahl)
- Geschichte der Gemeinde Gauting einschliesslich der Hofmarken Fussberg und Königswiesen nebst Grubmühle, Reismühle und Gemeinde Stockdorf sowie der Schwaigen Kreuzing und Pentenried. Selbstverlag der Gemeinde Gauting, 538 Seiten, Gauting 1949.
- Beiträge zur Geschichte der Saarpfalz im 17. und 18. Jahrhundert. Historischer Verein für das Saarland, 109 Seiten, Saarbrücken 1954.
- Lukasburger Stilblüten. Aus den Aufsätzen der Kleinen für den Stammtisch der Großen. Verlag Scharl, München 1958.
- Kurtrierische Hexenprozesse im 16. und 17. Jahrhundert vornehmlich an der unteren Mosel. Scharl, München 1959.
- Um Wald und Kohle. Ein saarländ. Revolutionsbild aus d. 18. Jahrhundert. Scharl, München 1960.
- Beiträge zur Familiengeschichte des mediatisierten Hauses von der Leyen und zu Hohengeroldseck vornehmlich im 16. Jahrhundert, mit besonderer Berücksichtigung Michaels von der Leyen zu Adendorf. Bauer, Thalhofen 1964.